# Irene Minovas
Irene Minovas   (Vic, 30 d'abril de 1982) és actriu i humorista catalana. Ha col·laborat en programes com Zona Franca a TV3 o Via lliure a RAC1, i ha participat en espectacles de comèdia com El Soterrani, Comedy Gold, La Llama Fest, El Mundo Today i Festival Cruïlla.